# Rivière Opémisca
Pour les articles homonymes, voir Opémisca.
La rivière Opémisca est un affluent de la rivière Chibougamau, coulant dans la municipalité de Eeyou Istchee Baie-James, dans la région administrative du Nord-du-Québec, dans la province de Québec, au Canada. Le cours de la rivière traverse les cantons de Cuvier et de Rageot.
Le bassin versant de la rivière Opémisca est accessible par une route forestière passant sur la rive nord du lac Opémisca et se connectant vers le Sud à la route 113 laquelle relie Lebel-sur-Quévillon à Chibougamau et passe au Sud du lac.

## Géographie
Les principaux bassins versants voisins de la rivière Opémisca sont :
- côté Nord : ruisseau Crinkle, rivière Brock, rivière Brock Nord, lac Opataca ;
- côté est : rivière Chibougamau, lac du Sauvage, lac Chibougamau ;
- côté Sud : lac Opémisca, rivière Chibougamau ;
- côté ouest : rivière Chibougamau, rivière Brock, lac Michwacho.

La rivière Opémisca prend sa source d'un ruisseau forestier (altitude : 358 m) dans le canton de Cuvier. Cette source est située au nord du lac Opémisca, au nord de Chapais et à l'ouest de Chibougamau ;
À partir de sa source, la rivière Opémisca coule sur environ 38 km selon les segments suivants :
- vers le nord-est jusqu'à un ruisseau (venant de l'est) ;
- vers le nord-ouest jusqu'à un ruisseau (venant du Nord-est) ;
- vers le sud-ouest jusqu'à un ruisseau (venant du Sud) ;
- vers le nord-ouest jusqu'à un ruisseau (venant du Nord-est) ;
- vers le sud-ouest, en traversant sur 1,2 km un lac (longueur : 1,7 km ; altitude : 358 m), jusqu'à une route forestière (sens est-ouest). Note : Ce lac chevauche les cantons de Rageot et de Cuvier ;
- vers le sud-ouest, jusqu'à son embouchure[2].

La rivière Opémisca se déverse au fond d'une petite baie sur la rive Nord du lac Opémisca, à l'ouest de l'embouchure du ruisseau Leclerc et à l'est de la limite du canton d'Opémisca. À partir de cette embouchure, le courant traverse le lac Opémisca  vers le sud-ouest ; ce lac est traversé vers l'ouest par la rivière Chibougamau. De là, le courant coule vers le sud-ouest par la rivière Chibougamau, puis par la rivière Waswanipi, jusqu'à la rive est du lac au Goéland. Ce dernier est traversé vers le nord-ouest par la rivière Waswanipi qui est un affluent du lac Matagami.
L'embouchure de la rivière Opémisca située à l'est du sommet du Mont Opémisca (altitude : 530 m), au nord-est de l'embouchure du lac Opémisca, au sud-ouest du centre-ville de Chibougamau.

## Toponymie
D'origine crie, cette hydronyme signifie « la rivière des rétrécis sablonneux ».
Le toponyme « rivière Opémisca » a été officialisé le 5 décembre 1968 à la Commission de toponymie du Québec, soit à la création de cette commission